# Sobremesana
En náutica, la sobremesana es la gavia de la mesana y el nombre del mastelero,  la verga de dicha vela, y el del juanete y sobrejuanete. Está sostenida por el mastelero y la verga de sobremesana.
La gavia de sobremesana hace trabajar poco a las vergas porque se aferra bien cuando hay vientos fuertes.
Según Miguel Roldán, la longitud de la verga de sobremesana ha de ser dos tercios del total de la gavia.
El mastelero colocado sobre la sobremesana se denomina juanete de sobremesana o periquito.